# 小代行平
小代 行平（しょうだい ゆきひら）は、平安時代末期、鎌倉時代初期の武士。武蔵国小代郷（勝代郷とも書く。現在の埼玉県東松山市正代）を本領とする武蔵国の武士団・児玉党の一分流、小代遠弘の子。

## 生涯
鎌倉幕府の御家人として源頼朝に仕え、一ノ谷の戦いや奥州合戦に従軍。比企能員の変では北条時政邸を警護している。建仁3年（1203年）には越後国青木と中河保、安芸国壬生荘の地頭に任ぜられている。行平と妻の間の実子弘家が早世したため、兄の子である俊平を養子として小代郷を継がせた。
鎌倉時代末期に行平の子孫である小代伊重が書いた置文によると、行平死後、妻と養子俊平との間で家督争いが起こる。妻は実家の兄が誅せられ、実家の態勢が安定していない事を危惧し、河越氏から養子を取って家督を継がせるべく頼朝から与えられた下文などの重要書類を俊平に返却せずに養子に与え実家の援助をしようとした。家督は結局俊平が継いでいる。
置文には小代の岡の屋敷は源義平が大蔵合戦の際、屋敷を造って住んでいた場所なので義平を御霊として祀っており、一族は信心するよう書いている。また行平以来の先祖の栄誉を語りながら、伊重の代に所領を没収され悲境に立った小代家の現状を嘆き、子孫に訓戒を述べている。